# IC 4275
IC 4275 — галактика типа Sbc в созвездии Гидра. Прямое восхождение — 13 час 31 минута и 51.1 секунды. Склонение −29° 43' 56". Видимые размеры — 0,90' × 0,4'. Видимая звёздная величина — 13,4. Этот объект входит в число перечисленных в оригинальной редакции нового общего каталога.